# 埃因霍温理工大学
埃因霍温理工大学（荷蘭語：Technische Universiteit Eindhoven，或译埃因霍芬理工大学，缩写为TU/e，也称作TU Eindhoven)，是一个坐落於荷兰埃因霍温的理工大学。在 2020-21 學年，約有 14,000 名學生就讀於其學士或碩士課程，約 1350 名博士生或 工程博士生（PDEng）。2021年，TU/e 雇用了約 3900 名員工。
埃因霍温理工大学作為全球前一百強的大學，位于荷兰科技中心埃因霍温市火车站的正北面，是欧洲乃至世界的顶尖理工科大学之一，其高品質的教学與科研在荷兰国内和国际上都享有极高的知名度。荷兰三大理工大学（埃因霍温理工大学，代尔夫特理工大學和特文特大学）與瓦赫寧恩大學組成荷蘭的4TU联盟。
在2019年的QS世界大學排名中，埃因霍温理工大学名列全球前一百名的大學。該校在數據科學領域中頗負盛名，尤以流程探勘技術（Process Mining）實力名聞全球，流程探勘之父與全球知名電腦科學家威尔·范·德·阿尔斯特（Wil van der Aalst）正是出自該校。在QS世界大學專項排名中，其統計領域位居全球大學第31名。在泰晤士高等教育世界大學排名中，電腦科學領域為全球第59名，統計領域第39名。在2019年的QS世界大學排名中，該校排名世界第99名，荷蘭國內綜合排名第三名。
該校也是歐洲理工大學聯盟 （页面存档备份，存于）的荷蘭成員，該聯盟是由歐洲領先的理工大學所組成：丹麥理工大學 (DTU)、瑞士洛桑联邦理工学院 (EPFL)、法國巴黎综合理工学院 (L'X)、以色列理工学院、荷蘭埃因霍温理工大學 (TU/e)和德國慕尼黑工业大学 (TUM)。

## 歷史
埃因霍温理工大学由荷兰政府於1956年6月15日成立，前身是埃因霍温技术学校（荷蘭語：Technische Hogeschool Eindhoven，縮寫為THE），是荷兰的第二所理工大学，僅次於代尔夫特理工大學 (TU Delft)。
2002 年以前，大學教育分四年或五年制課程進行，與德國教育體系相同。這些畢業生被授予工程頭銜，並允許在他們的名字前面冠上 Ir.（荷語的工程師 Ingenieur 的縮寫）。從 2002 年開始，隨著《博洛尼亞協定》的生效，TU/e 轉為學士 / 碩士系統（2002 年畢業的學生被授予舊式工程頭銜和新的碩士學位）。原本的大學學程拆分為兩部分：三年制學士學位學程和兩年制碩士學程。
埃因霍温理工大学近年來引領荷兰的技术前沿，多任飞利浦首席执行官毕业于此大学。該校在泰唔士高等教育的排名中，產業收入、產學合作分數皆被評為世界第一。

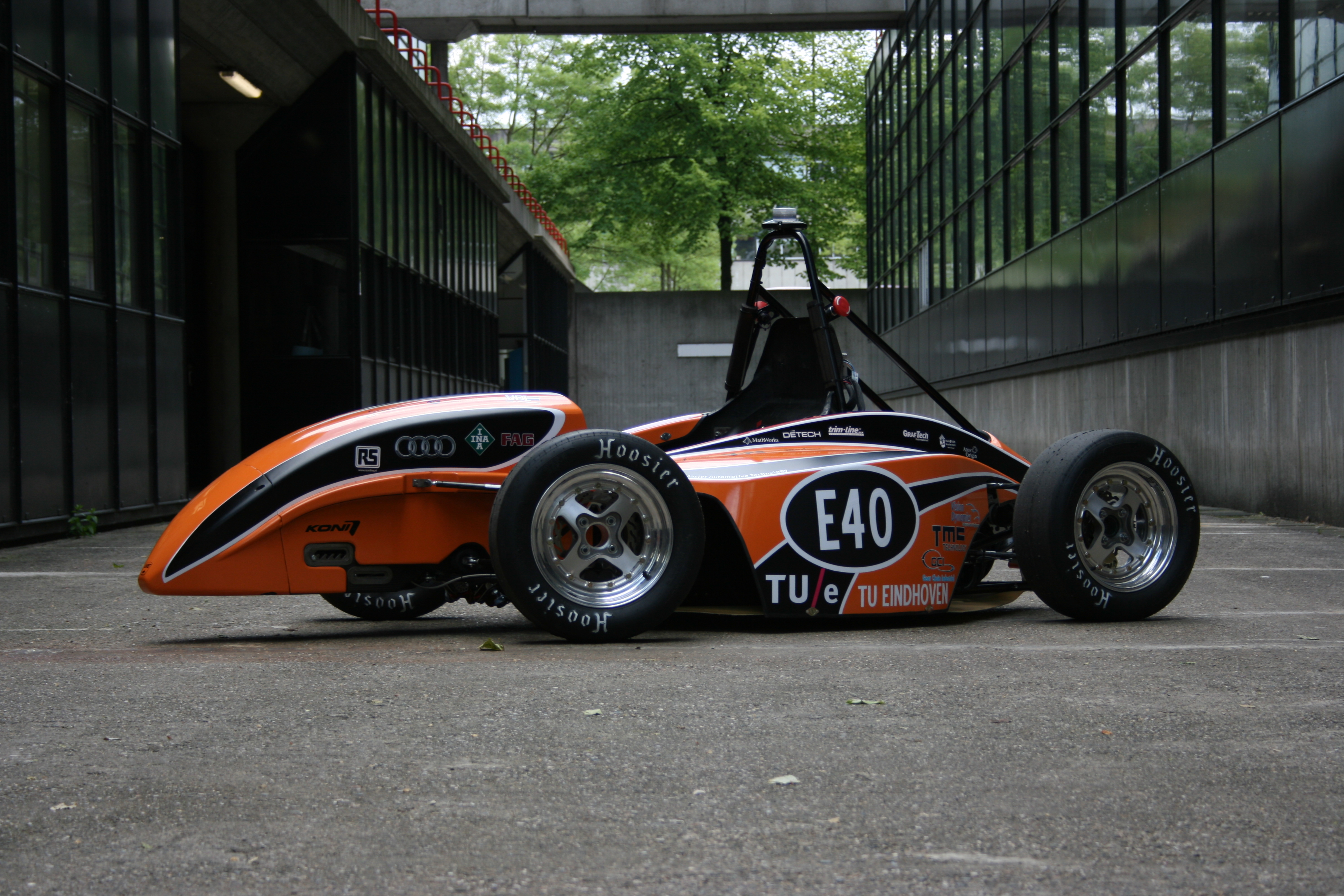
由埃因霍温理工大學的60名學生開發和製造的全電動學生方程式賽車

## 校園

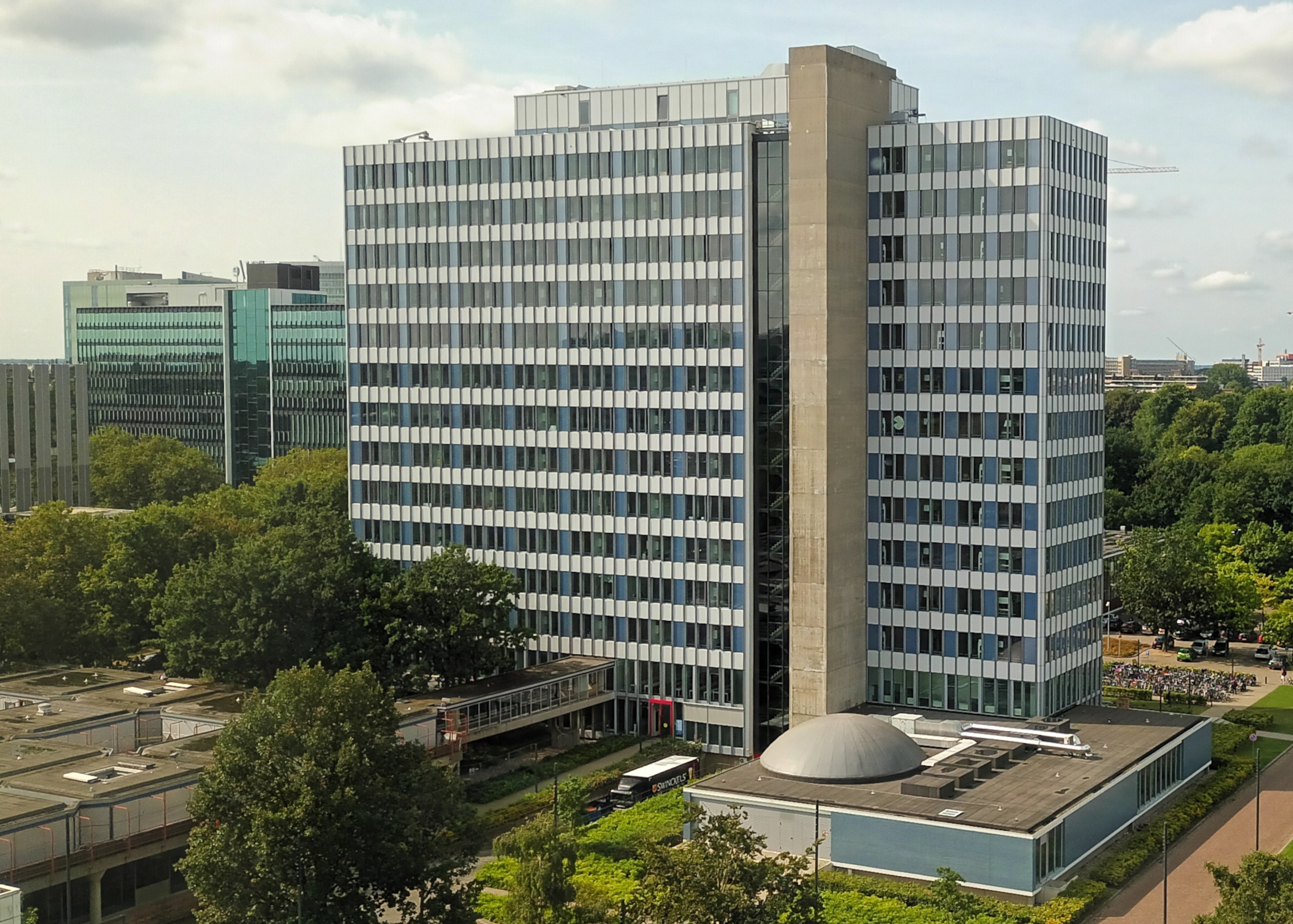
Luna 大樓主要作為學生及教職員工住宿，並用於舉辦講座、文化活動。

所有建築和設施都以 Groene Loper 一條路為中心。
近年來逐步翻修舊建築，並陸續建造了一些新建築物。對於現存建築，目標是盡可能保留現有材料，以當前建築為基礎繼續開發並採用新的永續材料。新建案則採用綠建築概念，追求能源中和最佳化。目前有四個大型建案正在進行。

## 組織架構
埃因霍温理工大學是荷蘭的一所公立大學，因此須遵守 Wet op het Hoger Onderwijs en Wetenschappelijk Onderzoek（華語：高等教育及科學研究法）規定。在該法律和大學自身的章程管理之下，TU/e 的組織架構如附表所示：

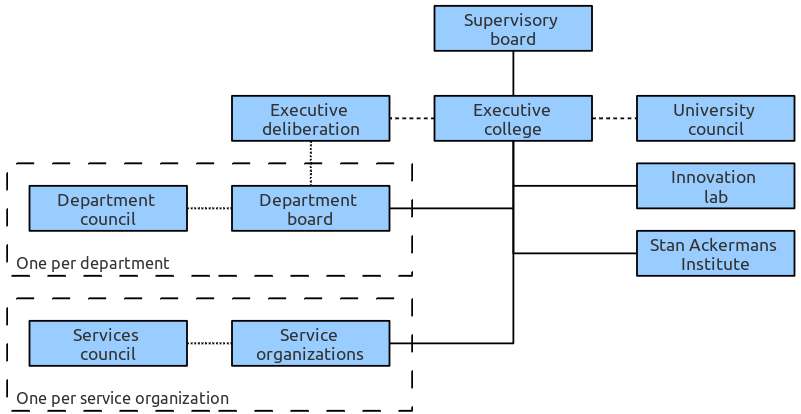
TU/e 的組織管理架構圖

### 校理事會
大學的日常運作掌握在校理事會（荷蘭語：College van Bestuur）手中。校理事會負責政策制定與實施、校舍校地管理及人事管理。校理事會由校監事會任命的三人組成，彼此地位相當，沒有高低之分，此外還有一名校務秘書：

#### 校長
校長是理事會的主席，是大學對外界的主要面孔。在過去的幾年裡，這個職位一直由從產業界高層中選出的有力人士擔任。現任校長是歐盟委員會前研究與創新總幹事羅伯特-揚·史密斯（Robert-Jan Smits）。

#### 學術長 (Rector Magnificus)
學術長是理事會中唯一的法定成員。法律並不限制學術長人選，但 TU/e 章程規定，學術長必須是大學的在職教授。實務上，學術長都從各系主任中選出。學術長在理事會中是研究人員的代言人、捍衛大學的學術利益。現任學術長是西爾維婭·萊納茨（Silvia Lenaerts）

#### 副校長
第三位成員在理事會擔任打破僵局的角色。該職位對任何人開放（但通常不由學術人員擔任）。現任副校長是Nicole Ummelen。

#### 校務秘書
秘書不是理事會的一員，而是為理事會做秘書工作的大學職員，負責撰寫與保存會議記錄，並作為理事會與大學之間的溝通橋樑。理事會秘書通常是整個大學的秘書，現任秘書是蘇珊娜·范·韋爾登（Susanne van Weelden）。

### 監管單位
校理事會由兩個機構負責監督：
- 校監事會（5人）：由教科文部長任命（其中一名成員由校董事會提名）非學術界人士（如前政客、業界領袖等）組成的外部委員會。該委員會對大學的運作進行外部監督，並審批幾乎所有大學最重要的事務，包括委任理事會、修改章程、預算案與戰略規畫等。當理事會與董事會出現爭議時，也由監事會負責裁決。
- 校董事會（18人）：其中一半從大學教職員工（學術和其他方面）中選出，一半從學生中選出。理事會每年至少兩次向董事會通報大學的運作情況，並可向理事會提供其建議。它防止大學內部的差別待遇，理事會必須同意改變管理結構。校董事會成員資格向所有學生和人員開放，但監事會、理事會或校務秘書除外。

### 系所和服務機構
系所和服務機構負責了校內大部分工作：
- 這些系所負責大學的大部分研究和教育，每個系所都由院長領導教授們所管理。院長和校長會定期召開行政審議會議。
- 服務機構為大學校園的民眾提供服務。這些機構的例子包括住房組織、資通訊組織和傳播中心（該中心進行外部傳播，如與新聞界的交流）。每個服務機構都有一名負責人。

對於部門和服務機構，工作人員（和學生）都參與了該機構的運作。因此，這兩類機構都有諮詢委員會，這些委員會擁有諮詢和共同決策權。

#### TU/e 控股有限公司
在過去的二十年裡，埃因霍温理工大學在商業利益和校外聯繫都有大幅度發展。這些包括大學與外部公司之間的直接商業協議、契約，以及分拆公司的利潤等。為了管理這些合約義務，於是在1997年成立了TU/e Holding B.V.。該控股公司是一家股份有限公司，致力於科學知識的商業開發。

#### 服務機構
那裡的大學不僅僅是院系、研究機構和學生。大學的運行需要一些輔助活動，這些活動跨越了不同部門的界限和利益。這些活動由大學的服務機構開展。
學校設有以下服務機構：
| 機構           | 荷蘭語名稱                                           | 目的 |
| -------------- | ---------------------------------------------------- | --- |
| 總務處         | DAZ (Dienst Algemene Zaken)                          | 各種活動的組織和秘書職能，校友組織和學生體育中心                                                                      |
| 傳播中心       | CEC (Dutch: Communicatie Expertise Centrum)          | 負責所有大學聯絡和公告，包括與媒體互動以及有關外部帳單和付款等。CEC還負責大學宣傳品的印刷和分發，並確保使用風格統一。 |
| 人力資源管理   | DPO (Dutch: Dienst Personeel en Organisatie)         | 所有與人力資源相關的活動，從職缺和退休金規劃到環安衛法規，再到自行車計劃（員工購買自行車的稅收減免）。                |
| 金融和經濟服務 | DFEZ (Dutch: Dienst Financiële en Economische Zaken) | 大學財務。. |
| 住房服務       | DH (Dutch: Dienst Huisvesting)                       | 管理所有大學所屬房地產。                                                                                              |
| 資通技術服務   | ICT (Dutch: Dienst ICT)                              | 管理大學電腦和學生筆記型電腦、網路、資訊安全、共用存儲設施、大學 SharePoint 網站以及與這些系統相關的行為準則          |
| 資訊專業中心   | IEC (Dutch: Informatie Expertise Centrum)            | 大學圖書館（實體圖書館和數位圖書館）。                                                                                |
| 內部事務處     | DIZ (Dutch: Dienst Interne Zaken)                    | 內部服務，例如 BedrijfsHulpVerlening（火災、心臟病發作等災難的緊急援助）、物流、採購和合約管理。                      |
| 學生服務中心   | STU (Dutch: Onderwijs en Studenten Service Centrum)  | 學生服務（入學和註冊、高中生和其他學生的資訊、未來的學生、筆記型電腦服務等）。                                        |
| 通用技術服務   | GTD (Dutch: Gemeenschappelijke Technische Dienst)    | 為各部門提供技術服務（例如，實驗構建、定製機械、原型、專業軟體）。                                                    |

## 學術表現

### 排名
埃因霍温理工大學在世界排名第 51 至 141 位之間，是歐洲排名前十的理工大學。
| 年份    | 泰晤士高等教育排名                                   | QS世界大学排名 |
| ------- | ---------------------------------------------------- | -------------- |
| 2005    | 70                                                   | –              |
| 2006    | 67 (▲ 3)                                             | –              |
| 2007    | 130 (▼ 63)                                           | –              |
| 2008    | 128 (▲ 2)                                            | –              |
| 2009    | 120 (▲ 8)                                            | –              |
| 2010    | 114 (▲ 6)                                            | 126            |
| 2010-11 | 115 (▼ 1)                                            | 146 (▼ 20)     |
| 2012-13 | 114 (▲ 1)                                            | 158 (▼ 12)     |
| 2013-14 | 106 (▲ 8)                                            | 157 (▲ 1)      |
| 2014-15 | 144(▼ 38)                                            | 147 (▲ 10)     |
| 2015-16 | 176(▼ 32)                                            | 117 (▲ 30)     |
| 2016-17 | 177(▼ 1)                                             | 121 (▼ 4)      |
| 2017-18 | 141(▲ 36)                                            | 104 (▲ 17)     |
| 2018-19 | 167 (▼ 26) 總排名, 工程與科技 69 (▼ 18), 電腦科學 74 | 99 (▲ 5)       |

在2003年欧洲委员会的报告中，埃因霍温理工大学在欧洲研究型大學中排名第三（僅次於剑桥大学和牛津大学，同排名的是慕尼黑理工大学）。在时代周刊
2017年泰晤士报全球大学排名（the World University s Ranking）发布一份报告，列出25所与创新型企业合作最密切大学，埃因霍温理工大学高居榜首，发表相关科研学术论文1,316篇。

### 教育
埃因霍温理工大学拥有九个学院（荷蘭語：faculteiten）是大學教學和研究的主要單位。他們僱用學術人員，負責教學並贊助學校和研究機構。
這些學院還提供博士課程（荷蘭語：promotiefase），合格的碩士可以獲得博士學位。不同的是荷蘭的博士班並非教育學程，相反的這些博士生都是大學的研究員工。
- 生物医学工程
- 建筑工程
- 電機工程學
- 工业设计
- 化学工程
- 工业工程学
- 应用物理
- 机械工程
- 数学和计算机技术

### 榮譽課程
該大學提供針對學士和碩士生的榮譽課程（Honors programs）。對學士生，它包括八個領域的強化學習。對碩士生，則有個人領導力和專業發展部分，屬於一般碩士課程之外的學習。

### 工程博士 (PDEng)
1986年，該大學與另外兩所荷蘭理工大學（台夫特理工大學和特文特大學）一起啟動了一系列工程研究生博士學位 （PDEng） 課程。這些專案由斯坦·阿克曼斯研究所（Stan Ackermans Institute）代表4TU聯合會管理。 每個課程的長度為兩年。TU/e有10個專案：
- 汽車系統設計
- 臨床資訊學
- 資料科學 （页面存档备份，存于）
- 醫療系統設計
- 資訊與通訊科技
- 製程與產品設計
- 醫學工程
- 智慧城市與建築
- 軟體工程
- 人機互動

荷蘭全國共有超過 3,500 名學生通過該計劃獲得了工學博士學位。2 月 13 日，Ravi Thakkar 在 TU/e 獲得了 第 3000 張 PDEng 文憑

### 其他教育專案
該大學還舉辦許多其他學程，包括教育學程和 MBA 學程。
- 埃因霍温教育學院：碩士教師教育，獲得高等教育教師資格證。還從事教育科學和教育創新的研究。
- 提亞寧堡斯商學院：與蒂尔堡大学共同開設的 MBA 學程，提供給大學畢業生。
- HBO輔修課程：HBO學生的學士學位學程（四年制），讓他們可以進入碩士學程。

### 研究
TU/e 參與了大量包含純科學和應用科學的研究機構，其中一些研究所完全屬於 TU/e，另一些則是跨校研究。

### 產學合作
学校地处的埃因霍温市是荷兰多家科技公司的总部所在地（如Philips, ASML, DAF, etc.）。这些公司提供埃因霍温理工大學各类科技应用的產學合作项目。2017年泰晤士报全球大学排名（the World University's Ranking）发布的“全球25所与创新企业合作最紧密大学” 排行中，埃因霍温理工大学以发表相关科研学术论文1,316篇的成就高居榜单榜首，超过美国哈佛大学等其他世界名校。荷兰另一所理工类大学代尔夫特理工大学也取得了优异的成绩，名列第九。
2011年，TU/e在與工業界的研究合作方面是全球十所表現最好的研究型大學之一（2009年排名第一）。在2006-2008年期間，這十所大學的學術著作中有 10% 到 20% 是與業界合作研究的結果。除了TU/e和台夫特理工大學TU Delft外，前10名還包括日本東京工業大學和東京慶應義塾大學，瑞典查爾姆斯理工大學 CTH 和皇家理工學院 KTH，以及丹麥理工大學 DTU， 芬蘭赫爾辛基大學、挪威理工大學和美國倫斯勒理工學院。

## 申請與費用

### 申請過程
與荷蘭其他大學類似，尤其是其他 4TU 機構。該大學在其網站上提供了各種資訊圖表來解釋該過程。

#### 學士學程
有些學程有人數上限，有些則沒有，每年情況可能不同。

#### 碩士學程
根據協議，從另一所 4TU 機構畢業的學生可能有資格直接錄取。

### 費用
根據官方網站，TU/e 的學費因學生而異：
| 學生類別                        | 2023-2024 學年度學費                    | 條件                                                                                        |
| ------------------------------- | --------------------------------------- | ------------------------------------------------------------------------------------------- |
| A                               | €2.314                                  | 符合國籍標準的學士和碩士生                                                                  |
| B                               | €12.300                                 | 不符合國籍標準的本科生（非歐洲經濟區）                                                      |
| C                               | €17.800                                 | 不符合國籍標準的碩士生（非歐洲經濟區）                                                      |
| D                               | €1.157                                  | 符合國籍標準（EEA）的學士和碩士外部學生（外部）                                             |
| E                               | €6.150                                  | 不符合國籍標準的外部本科生（非歐洲經濟區）                                                  |
| F                               | €8.900                                  | 不符合國籍標準的碩士外部學生（非歐洲經濟區）                                                |
| G                               | €38.57 每人 （=法定費率 （A） 的 1/60） | 碩士預科生（EEA 和非 EEA）在碩士預科課程中學習以下學分或在考試委員會許可下攻讀學士/碩士學分 |
| H                               | €500 （每個大學的合約費率）             | 簽約者                                                                                      |
| I                               | 詳見官網                                | PhD candidates not on TU/e payroll (NOP)                                                    |
| J                               | €2.300                                  | JADS 學士班非歐洲經濟區學生                                                                 |
| K                               | €17.800                                 | JADS 碩士班非歐洲經濟區學生                                                                 |
| L                               | €2.314                                  | 烏克蘭裔學生                                                                                |
| European double degree programs |                                         |                                                                                             |
| M                               | €2.314                                  | 符合國籍標準的學士和碩士生                                                                  |
| N                               | €17.800                                 | 符合條件的碩士生不符合國籍標準（非歐洲經濟區）並且僅註冊一年（學程最後一年）                |
| O                               | €8.900                                  | 符合條件的碩士生不符合國籍標準（非歐洲經濟區）並且註冊兩年（入門學生）                      |

### 獎學金
來自歐洲經濟區 （EEA） 國家的學生可能有資格獲得荷蘭政府的助學金或貸款。

#### 研究生
TU/e 提供少量研究生獎學金。有些在學習科目方面有要求，而另一些則適用於所有學生。 但是，為了獲得資格，必須已經被錄取。

## 校外活動
TU/e 在埃因霍温和周邊地區的學術、經濟和社會生活中發揮重大影響。此外，該大學還與該地區以外的機構保持著關係，並參與國家和國際活動（有時通過學生團體）。

## 著名校友
- 艾茲赫爾·戴克斯特拉，資訊科学家，1972年图灵奖获得者，尋找最短路徑的戴克斯特拉演算法即以他為名
- Wil van der Aalst （页面存档备份，存于）, 荷兰資訊科学家、數據科學家，Google Scholar上世界排名最高的八位資訊科學家，同時是美國以外的第一名[33]
- Wiel Arets, 荷兰建筑师
- Michiel Boersma, Essent前董事会主席
- Jo Coenen, 前荷兰首席建筑师
- Frank van Dalen, COC Nederland主席
- Martijn van Dam, 国会二院会员
- Marijn Dekkers, 拜耳管理董事会主席，2010年起
- Jan Dietz，荷兰计算机科学家
- Teun van Dijck, 国会二院会员
- Camiel Eurlings, 荷兰交通及水管理部部长，2006年起
- Gerard Kleisterlee, 沃达丰总裁，皇家飞利浦电气首席执行官
- Betje Koolhaas, 演员
- John Körmeling,艺术家和建筑师
- Arno Kuijlaars, 数学家, 荷语天主教鲁汶大学教授
- Karel Luyben, 化学工程师, 生物过程技术教授, 代尔夫特理工大学校长，2010年起
- G.M. Nijssen, 荷兰计算机科学家
- Harry Otten, 物理学家, Meteo Consult创办人和第一任董事
- Kees A. Schouhamer Immink|Kees Schouhamer Immink, 科学家Turing Machines Inc主席, 压缩碟片联合创办人
- Sjoerd Soeters, 荷兰建筑师
- René van Zuuk, 荷兰建筑师